# Sveltia yoyottei
Sveltia yoyottei is een slakkensoort uit de familie van de Cancellariidae. De wetenschappelijke naam van de soort is voor het eerst geldig gepubliceerd in 2011 door Petit & Harasewych.